# Marika Domanski Lyfors

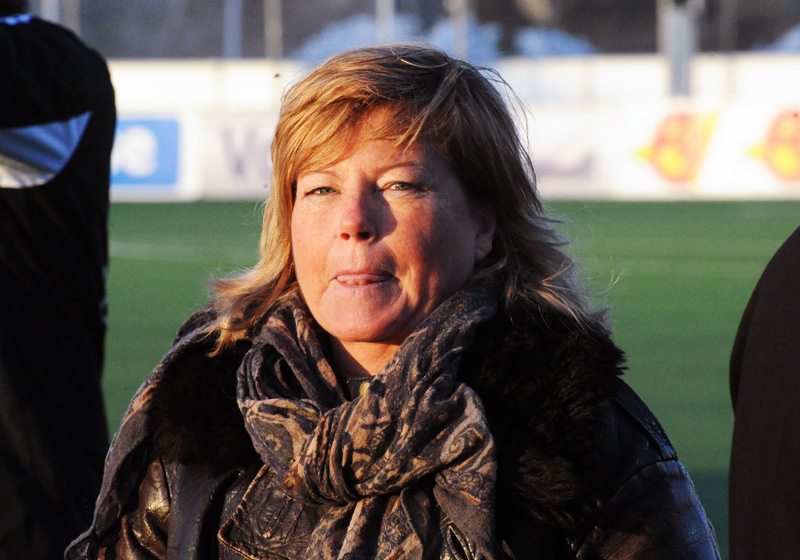
Marika Domanski Lyfors 2013

Marika Domanski Lyfors (* 17. Mai 1960 in Göteborg) ist eine schwedische ehemalige Fußballspielerin und -trainerin. Seit 2008 ist sie Vorsitzende der Fußballabteilung des Schwedischen Fußballverbands und verantwortlich für die Ausbildung von Spielern und Trainern.

## Vereinskarriere
Als Kind spielte sie beim Nödinge SK im nördlich von Göteborg gelegenen Nödinge-Nol, als Jugendliche bei Surte IS in der Nachbargemeinde Surte. Mit 19 wechselte sie zu Jitex BK, bei dem sie fünf Jahre lang spielte. 1981 und 1984 wurde sie mit Jitex schwedischer Double-Gewinner, dazu kam ein weiterer Pokalsieg 1982. Anschließend war sie noch drei Jahre bei GAIS Göteborg aktiv.

## Trainerkarriere
Seit 1989 ist sie Trainerin und war zunächst fünf Jahre für die Mannschaft von Tyresö FF in dem Stockholmer Vorort Tyresö tätig. Gleichzeitig betreute sie von 1991 bis 1993 die U-20-Frauen des Schwedischen Fußballverbands (SvFF) und wurde noch während dieser Zeit Kotrainerin der schwedischen Nationalmannschaft. 1996 übernahm sie von Bengt Simonsson das Amt als Trainerin, das sie bis 2005 ausübte. Mit ihr kamen die Schwedinnen 1997 ins Halbfinale der Europameisterschaft im eigenen Land, verloren jedoch 0:1 gegen Deutschland. 2001 drangen sie ins Finale der Europameisterschaft vor, das sie durch ein Golden Goal erneut gegen Deutschland verloren. 2003 erreichten die schwedischen Frauen mit ihr auch das Finale der Weltmeisterschaft in den USA, in dem sie in Carson wiederum gegen Deutschland spielten und ebenfalls erst nach einer Verlängerung mit 1:2 unterlagen. Auch bei den Olympischen Spielen 2004 scheiterten Marika Domanski Lyfors und ihr Team am Gegner Deutschland; sie unterlagen im Spiel um die Bronzemedaille erneut mit 0:1. Bei der Europameisterschaft 2005 kam das Aus bereits im Halbfinale gegen Norwegen.
Ab 2005 übernahm Marika Domanski Lyfors die schwedischen U-21-Frauen. Im März 2007 unterschrieb sie einen Vertrag beim chinesischen Verband, nachdem der Deutsche Eckhard Krautzun aus gesundheitlichen Gründen zurückgetreten war. Mit dem Aus der Gastgeber im Viertelfinale der Weltmeisterschaft im eigenen Land konnte sie jedoch den hohen Erwartungen der Chinesen nicht gerecht werden. Im Oktober 2007 trat sie „aus gesundheitlichen und familiären Gründen“ zurück. Zurück in der Heimat übernahm sie den Vorsitz der Fußballabteilung des SvFF.

## Erfolge

### Verein
- Schwedischer Meister: 1981 und 1984
- Schwedischer Pokalsieger: 1981, 1982 und 1984

### Nationalmannschaft
- Vize-Weltmeister 2003
- Vize-Europameister 2001
- Vierter Platz bei den Olympischen Spielen 2004